# Альваро Мел
Альваро Гарсіа Сьєрра (ісп. Álvaro García Sierra), більш відомий як Альваро Мел — іспанський актор та модель.

## Біографія
Актор народився в Саламанці в 1996 році. Свою кар'єру розпочав у 2016 році як інфлюенсер у Instagram, де став справжньою знаменитістю. Журнал Forbes визнав його одним із найвпливовіших осіб в Іспанії.
Його акторська кар'єра почалася у 2018 році з невеликої ролі в серіалі «Under the Net». Того ж року він приєднався до серіалу «La otra mirada» від TVE. Через рік він зіграв Гіля в серіалі від Telecinco та Amazon Prime Video.

## Фільмографія

### Серіали
| Рік         | Назва                 | Роль                      | Канал                   | Примітка                   |
| ----------- | --------------------- | ------------------------- | ----------------------- | -------------------------- |
| 2018        | Під сіткою            | Джоел                     | Playz                   | Другорядна роль; 4 епізоди |
| 2018 — 2019 | Інший погляд          | Томас Перальта            | 1                       | Головна роль; 20 серій     |
| 2019        | Мадрес. Любов і життя | Гій                       | Telecinco і Prime Video | 1 епізод                   |
| 2021        | Фортуна               | Алехандро «Алекс» Вентура | Movistar+               | Головна роль; 6 серій      |
| 2022        | Рай                   | Матвій                    | Movistar+               | Головна роль; 8 серій      |
| 2023        | Досконала казка       | Девід                     | Netflix                 | Головна роль; 5 серій      |

### Фільм
| Рік  | Назва                     | Роль    | Режисер            | Статус         |
| ---- | ------------------------- | ------- | ------------------ | -------------- |
| 2023 | Клуб кримінальних читачів | Даніель | Карлос Алонсо Охеа | У постпродакшн |